# Tsawwassen Ferry Terminal
Das Tsawwassen Ferry Terminal ist ein Fährhafen in der kanadischen Provinz British Columbia. Er liegt an der Straße von Georgia, in der Nähe der Stadt Delta im Regionaldistrikt Metro Vancouver. Der Tidenhub beträgt hier im Regelfall zwischen 0,5 und 4 Meter. Der Fährhafen liegt unter anderem auf der Route des Highway 17.
BC Ferries (ausgeschrieben British Columbia Ferry Services Inc.), als der Hauptbetreiber der Fährverbindungen an der Westküste von British Columbia, betreibt von hier aus verschiedene Routen.
Vom Fährterminal besteht eine Anbindung mit öffentlichen Verkehrsmitteln an die Innenstadt von Vancouver. Für die Bereitstellung dieser Verbindung ist grundsätzlich TransLink verantwortlich. Zurzeit wird die Strecke bis in den Vorort Richmond durch die Buslinie 620 der Coast Mountain Bus Company bedient. Von dort verkehrt dann die Canada-Line des SkyTrains bis in die Innenstadt. Die Gesamtfahrzeit vom Fährterminal bis in die Innenstadt beträgt etwa 1 Stunde.

## Routen
Von hier werden folgende Ziele angelaufen:
- nach Victoria über (Swartz Bay)
- nach Nanaimo über (Departure Bay)
- nach Galiano Island (Sturdies Bay)
- nach Mayne Island (Village Bay)
- nach Pender Island (Otter Bay)
- nach Saturna Island (Lyall Harbour)